# لوري فريش
لوري فريش (بالألمانية: Lore Frisch )‏ (و. 1925 – 1962 م) هي ممثلة مسرحية، وممثلة أفلام ألمانية، ولدت في شفينديغ، توفيت في بوتسدام، عن عمر يناهز 37 عاماً.

## وصلات خارجية
- لوري فريش على موقع IMDb (الإنجليزية)
- لوري فريش على موقع قاعدة بيانات الأفلام السويدية (السويدية)
- لوري فريش على موقع قاعدة بيانات الفيلم (الإنجليزية)
- لوري فريش على موقع كينوبويسك (الروسية)

- لوري فريش في قاعدة بيانات الأفلام على الإنترنت